# کاترین شل
کاترین شل (انگلیسی: Catherine Schell؛ زادهٔ ۱۷ ژوئیهٔ ۱۹۴۴) یک هنرپیشه اهل بریتانیا است. وی بین سال‌های ۱۹۶۴ تا ۲۰۰۴ میلادی فعالیت می‌کرد.
از فیلم‌ها یا برنامه‌های تلویزیونی که وی در آن نقش داشته است می‌توان به آسیاب بادی سیاه، در خدمت سرویس مخفی ملکه، بازگشت پلنگ صورتی، فضا: ۱۹۹۹، فراطبیعی، زندانی زندا و سفرهای گالیور اشاره کرد.